# Campionati del mondo di atletica leggera indoor 2022 - Salto in lungo maschile
La gara del salto in lungo maschile dei campionati del mondo di atletica leggera indoor 2022 si è svolta il 18 marzo.

## Podio
| Pos.    | Atleta              | Nazionalità | Misura |
| ------- | ------------------- | ----------- | ------ |
| Oro     | Miltiadis Tentoglou | Grecia      | 8,55 m |
| Argento | Thobias Montler     | Svezia      | 8,38 m |
| Bronzo  | Marquis Dendy       | Stati Uniti | 8,27 m |

## Situazione pre-gara

### Record
Prima di questa competizione, il record del mondo indoor e il record dei campionati erano i seguenti.
| Record                | Prestazione | Atleta                 | Data e luogo                          | Competizione                     |
| --------------------- | ----------- | ---------------------- | ------------------------------------- | -------------------------------- |
| Record mondiale       | 8,79 m      | Carl Lewis Stati Uniti | 27 gennaio 1984 New York, Stati Uniti |                                  |
| Record dei campionati | 8,62 m      | Iván Pedroso Cuba      | 7 marzo 1999 Maebashi, Giappone       | Campionati del mondo indoor 1999 |

### Campioni in carica
I campioni in carica a livello mondiale erano:
| Campione        | Atleta                      | Prestazione | Data e luogo                         | Competizione                     |
| --------------- | --------------------------- | ----------- | ------------------------------------ | -------------------------------- |
| Olimpico        | Miltiadīs Tentoglou Grecia  | 8,41 m      | 2 agosto 2021 Tokyo, Giappone        | Giochi della XXXII Olimpiade     |
| Mondiale indoor | Juan Miguel Echevarría Cuba | 8,46 m      | 2 marzo 2018 Birmingham, Regno Unito | Campionati del mondo indoor 2018 |

### La stagione
Prima di questa gara, gli atleti con le migliori tre prestazioni dell'anno erano:
| Pos. | Atleta                     | Prestazione | Data e luogo                         |
| ---- | -------------------------- | ----------- | ------------------------------------ |
| 1    | Simon Ehammer Svizzera     | 8,26 m      | 29 gennaio 2022 Aubière, Francia     |
| 2    | Matthew Boling Stati Uniti | 8,25 m      | 14 gennaio 2022 Clemson, Stati Uniti |
| 2    | Miltiadīs Tentoglou Grecia | 8,25 m      | 7 marzo 2022 Belgrado, Serbia        |

## Risultati

### Finale
La finale diretta si è tenuta il 18 marzo alle ore 19:05.
| Pos | Atleta                | Nazionalità | 1ª prova | 2ª prova | 3ª prova | 4ª prova | 5ª prova | 6ª prova | Risultato | Note                                     |
| --- | --------------------- | ----------- | -------- | -------- | -------- | -------- | -------- | -------- | --------- | ---------------------------------------- |
|     | Miltiadis Tentoglou   | Grecia      | x        | 8,55 m   | x        | 8,26 m   | -        | 8,51 m   | 8,55 m    | Miglior prestazione mondiale stagionale  |
|     | Thobias Montler       | Svezia      | x        | 8,13 m   | x        | x        | x        | 8,38 m   | 8,38 m    | Record nazionale                         |
|     | Marquis Dendy         | Stati Uniti | x        | 7,69 m   | 8,27 m   | -        | x        | x        | 8,27 m    | Miglior prestazione personale stagionale |
| 4   | Jarrion Lawson        | Stati Uniti | x        | 7,99 m   | 8,19 m   | 7,84 m   | x        | x        | 8,19 m    | Miglior prestazione personale stagionale |
| 5   | Cheswill Johnson      | Sudafrica   | 8,02 m   | x        | x        | 6,90 m   | 8,14 m   | 8,02 m   | 8,14 m    | Miglior prestazione personale stagionale |
| 6   | Emiliano Lasa         | Uruguay     | 7,99 m   | x        | 7,88 m   | 7,79 m   | x        | 7,75 m   | 7,99 m    |                                          |
| 7   | Murali Sreeshankar    | India       | 7,58 m   | 7,90 m   | 7,92 m   | 7,21 m   | 7,83 m   | 7,84 m   | 7,92 m    | Record nazionale                         |
| 8   | Lazar Anić            | Serbia      | 7,47 m   | 7,81 m   | 7,90 m   | x        | 7,79 m   | 7,92 m   | 7,92 m    | Miglior prestazione personale stagionale |
| 9   | Samory Fraga          | Brasile     | 7,48 m   | 7,87 m   | 7,86 m   |          |          |          | 7,87 m    | Miglior prestazione personale stagionale |
| 10  | Jose Mandros Martinez | Perù        | x        | 7,81 m   | 7,47 m   |          |          |          | 7,81 m    |                                          |
| 11  | Kristian Pulli        | Finlandia   | x        | x        | 7,76 m   |          |          |          | 7,76 m    | Miglior prestazione personale stagionale |
| 12  | Filippo Randazzo      | Italia      | 7,74 m   | 7,54 m   | x        |          |          |          | 7,74 m    |                                          |
| -   | Yuki Hashioka         | Giappone    | x        | x        | x        |          |          |          | nm        |                                          |
| -   | Maykel Massó          | Cuba        | x        | x        | x        |          |          |          | nm        |                                          |